# Geminorhabdus crenulistrius
Geminorhabdus crenulistrius är en skalbaggsart som först beskrevs av Lewis 1913.  Geminorhabdus crenulistrius ingår i släktet Geminorhabdus och familjen stumpbaggar. Inga underarter finns listade i Catalogue of Life.